# Mokum Records
Mokum Records – holenderska wytwórnia płytowa wydająca muzykę hardcore techno, założona w 1993 roku przez Freddy'ego B. Aktywna była do roku 1998, kiedy to Roadrunner Records – wytwórnia, której Mokum Records było wówczas filią – zadecydowała o zaprzestaniu wydawania płyt winylowych. W 2004 roku została reaktywowana i istnieje do dziś.
Mokum Records wydało największe przeboje holenderskiego gabbera, jak Name Of The DJ autorstwa Chosen Few, I Wanna Be A Hippy grupy Technohead czy też Have You Ever Been Mellow? zespołu Party Animals. Do wszystkich wymienionych utworów zostały nawet nakręcone teledyski. Wytwórnia zasłynęła również, wydając składanki z serii Terrordrome, która później została w całości przejęta przez Edel Music.

## Artyści związani z wytwórnią
- Chosen Few
- Party Animals
- Technohead
- DJ Dano
- Tellurian
- Omar Santana
- The Speedfreak
- Haardcore
- Annihilator
- Liza 'N' Eliaz
- Hakkûhbar
- The Outside Agency
- Walter One
- DJ Jappo & DJ Lancinhouse
- Back 2 Bass
- Cyanide
- Vitamin
- Riot Nation
- Cookiemunsta
- Wildchild
- Hooihouse
- Maniac Of Noize
- Hammerhead
- Spoetnik
- Titanium Steel
- Lords Of Illusion
- Wicked XXX
- Blue Calx
- Ceasefire
- Morphix
- Narcanosis
- The Twins Artcore
- Fear Factory